# 羅蘭度·維拉臣

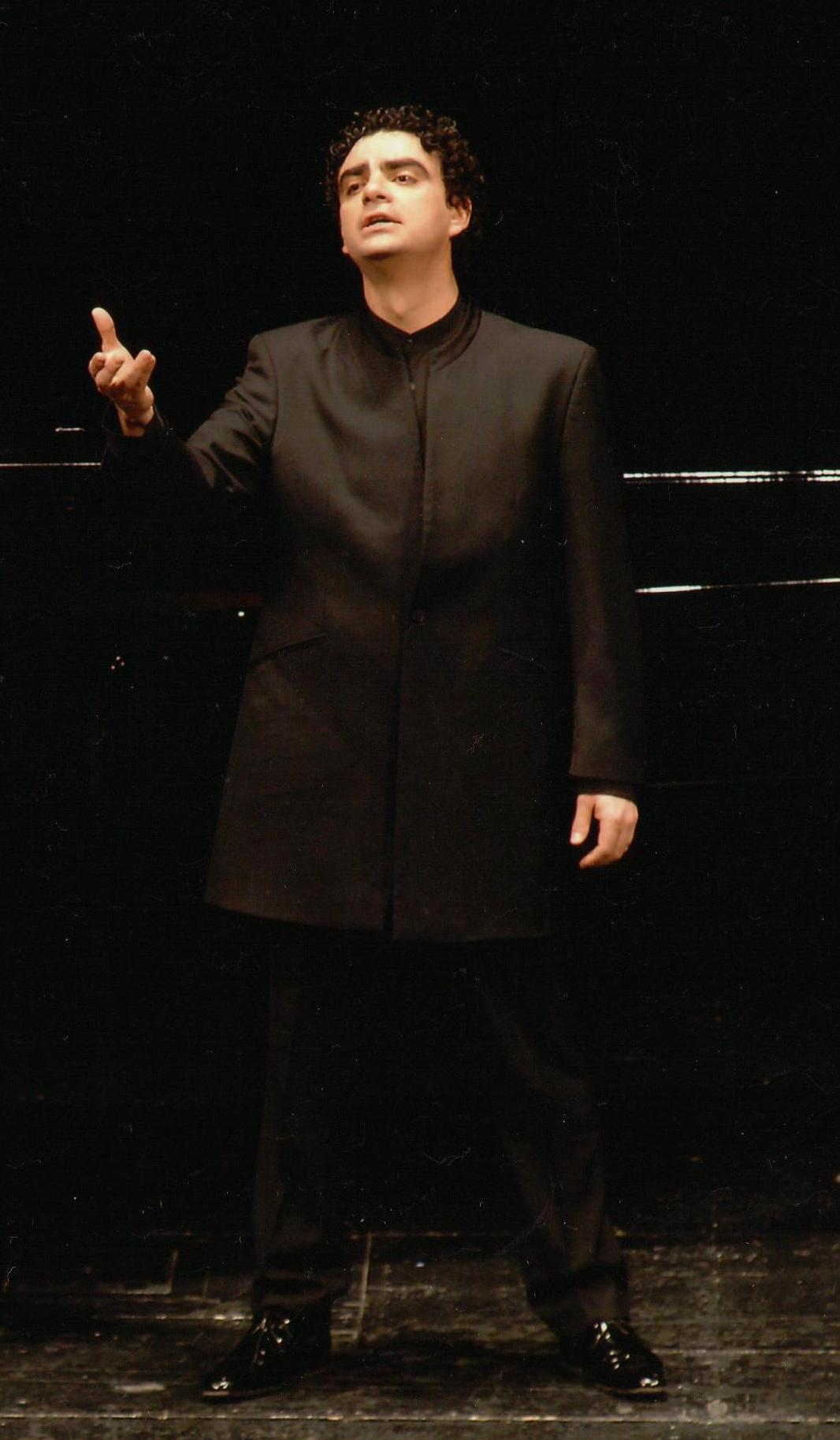
罗兰多·比利亚松，2014年

埃米略·罗兰多·比利亞松·毛萊翁（西班牙語：Emilio Rolando Villazón Mauleón，1972年2月22日—），墨西哥法籍男高音歌劇演唱家。他因與女高音安娜·涅特列布科多次成功合作，而和其並稱當今歌劇界「夢幻情侶」。

## 早年生平
11歲那年，維拉臣便在出生當地的演藝學院，接受音樂、戲劇、芭蕾及現代舞的訓練。1990年獲男中音阿爾圖羅·尼耶托 (Arturo Nieto)的賞識，激發維拉臣對歌劇演唱的興趣，並成為其首位聲樂導師。其後維拉臣入讀墨西哥國家音樂學院，師從昂利克·牙素(Enrique Jaso)，並贏得兩個墨西哥全國歌唱比賽。其後男中音加布里埃尔·米亞雷斯(Gabriel Mijares)將維拉臣收歸門下，並領他進入國際市場。
1998年，維拉臣獲得了三藩市歌劇院的獎助，參與該歌劇院的培訓，並曾出席瓊·蘇瑟蘭主講的大師班。其後他參與了匹茨堡歌劇院的青年藝術家計劃，並在那裡成功主演了貝利尼的《卡普雷特和蒙太奇》、董尼采第的《拉美莫爾的露契亞》和塞缪尔·巴貝爾斯的《瓦內薩》（Vanessa）。1999年，在多明戈主辦的「歌劇利亞」比賽（Operalia）中獲得查瑞拉小歌劇組的冠軍，全場總亞軍。2003年2月在法國獲得最佳年度新人獎。